# Bonsmoulins
Bonsmoulins är en kommun i departementet Orne i regionen Normandie i nordvästra Frankrike. Kommunen ligger i kantonen Moulins-la-Marche som tillhör arrondissementet Mortagne-au-Perche. År 2022 hade Bonsmoulins 232 invånare.

## Befolkningsutveckling
Antalet invånare i kommunen Bonsmoulins
| Referens: INSEE |